# در سمت دور تونل
در سمت دور تونل (اسپانیایی: Al otro lado del túnel‎) یک فیلم به کارگردانی خائیمه د آرمینیان مجصول سال ۱۹۹۴ است.